# الزوجة الرابعة (مسلسل)
الزوجة الرابعة مسلسل درامي اجتماعي إنتاج 2012 عرض ضمن سباق الدراما الرمضانية 1433 هجري
عرض لأول مرة في 20 يوليو 2012 على مجموعة من القنوات المصرية والعربية منها ميلودي دراما وروتانا وسي بي سي وتايم دراما وبانوراما دراما
المسلسل بطولة مصطفى شعبان في دور الحاج فواز الصياد ابن الحاج منعم الصياد وزوجته انهار ابنة عمه وسميحة زوجة فواز الثانية وهدى زوجة فواز الثالثة وهي متدينة والزوجة الرابعة يتم تغييرها من الحين للاخر مثل دلال وكاميليا.

## قصة مسلسل الزوجة الرابعة
تبقي طبيعة الرجل الشرقي لغزا يبحث عن حل..و فواز الصياد هو لغز بدأ مع ابيه في مصنع للأزياء صغير بحي شعبي إلي ان وصل به إلي عدة مصانع لأشهر مصمم أزياء عربية.. ولكن تظل آفته الكبري النساء ويدخل في علاقات عديدة تنتهي كلها بالزواج من أول لحظة..وهكذا..فهو يعشق النساء ويرفض الحرام ويتزوج شرعيا...متعللا بفكرة (الشرع محلل أربعة) ونتابع مع كل شخصية حكاية تتوازي مع صراعاته (كرجل أعمال) أصبح واحد من أشهر مصممي الأزياء في العالم العربي
يحج كثيرا ولا يفوّت فرض من فروض الصلاة بل ويصر علي أن يؤم زوجاته جميعا في الصلاة.. يوم الجمعة يوم مقدسا لأولاده يذهب فيه معهم للحدائق والملاهي ويعيش كأنه طفل بينهم.. يعمل خير بشكل ملفت وينجح أكثر وأكثر..لكنه يتعامل مع المرأة علي انها جزء من متعته الشخصية ويوظف تدينه احيانا في تحقيق النجاح في هذه العلاقة هو خلطة غريبة بها سحر الحارة وتقواها وشقاوتها وعنفها وحنيتها وضيق مساحتها وبراح علاقاتها..هو مجموعة من المتناقضات تلاقت في كيان واحد اسمه فواز
فواز متزوج من 3 نساء، انهار عنصر الآمان والصديق المقرب له وسميحة عنصر الشر الساذج وهدى الملتزمة دينيا ولكن يفاجأ الجميع بقرار زواجه الرابع من مايا اللبنانية بنت تاجر لبنانى يعمل في نفس مجال فواز وبعد زواجه من مايا يري فيها طموحات تؤثر عليه بالسلب كما أن ابيها يحاول ان يجره معه في صفقة مكلفة فيسافر إلى بيروت ويجد حياة محتلفة تماما وتبدأ مشكلات مع والد مايا الذي يكتشف عند عودة ابنته للقاهرة أنها أصبحت في النهاية واحدة من نساء منزله مما يثير غضبها وغضبه وتبدأ معركة عنيفة بينها وبين زواجاته خاصة انها تبدو مختلفة عنهن تماما ويعيش فواز مشكلات عديدة بسبب هذه المعارك كما ان أبيها الأشقر يجتهد في حرب ضد فواز في الوقت الذي يدبر فيه أولاد عم فواز له أكثر من فخ وتنتهي صراعاته مع الاب اللبناني بطلاق ابنته التي احتجزتها انهار وسميحة مقابل احتجاز شحنة لفواز في بيروت ليظل هناك مكانا شاغرا في قائمة الزوجات
يتزوج فواز مرة أخرى من دلال والتي كان سيتزوجها أبيه ولكن سرعان ما يريد طلاق الزوجة الرابعة بسبب كاميليا والتي شدته لها بسبب حماسها فهى ثورية تحمل علي عاتقها قضايا المرأة ويكون لوجودها اثرا سلبيا علي علاقاته بزوجاته لتبدأ في تقليب كل من حوله ضده والوحيدة التي ترفض هي انهار التي تتحول الي خصم لها ليعيش فواز وسط هذه الصراعات فضلا عن صراعات عمله وصراعاته مع اولاد عمه إلي ان تأتي المواجهة ويكشف كل منهما انه استغل الأخر وفي لحظة يقرر لتخلص من كل الزوجات بالطلاق ويرتمي في حضن راقصة يتزوجها ولكن شئ بداخله انكسر وأثر ذلك عليه نفسيا لدرجة انه يفاجأ بنفسه غير قادر علي المعاشرة الجنسية ويعترف للاب الذي يشير له علي منطقة التعب الحقيقي وهي ان ذهنه مشغولا وان بداخله امرا ما قد خرب..ليبحث لنفسه عن مخرج كل هذه الأزمات خاصة انه يواجه في عمله ازمة حقيقية وتقف معه جميلة رغم طلاقها منه دون أن يشعر ليبدا تدريجيا في اكتشاف نفسه من جديد ويري الحياة من منظور آخر ويغير كل مبادئه التي عاش عليها..ويكتشف في المرأة جزء أهم بكثير مما كان يراه من قبل.....

## بطولة
| - مصطفى شعبان: الحاج فواز الصياد - حسن حسني: الحاج منعم الصياد - علا غانم: انهار ابنة عم فواز وزوجته الأولى - لقاء الخميسي: سميحة زوجة فواز الثانية - هبة مجدي: هدى زوجة فواز الثالثة وهى متدينة - جويس ملحم: مايا الزوجة الرابعة اللبنانية - أيتن عامر: دلال الزوجة الخامسة | - درة: كاميليا الزوجة السادسة - حسن عبد الفتاح: شحاتة خادم وسائق الحاج فواز - نادية العراقية: خادمة الحاج فواز - ميمي جمال: والدة أنهار - جيهان سلامة: حياة الصياد أخت فواز - محمود البزاوي: زوج أخت الحاج فوزي علي - غسان مطر: سليم (رجل أعمال لبناني) والد الزوجة الرابعة | - طارق عبد العزيز: دسوقى شقيق أنهار - رامز أمير: أخو أنهار الصغير - أحمد صيام: خال دلال الزوجة الخامسة - سامي مغاوري: والدة سميحة - ياسر الطوبجي: صديق وخادم الحاج فواز - أحمد الحلواني: فريد صديق الحاج - حمدي السخاوي: الشريك اللبناني |

بالإضافة إلي: كمال عطية - أحمد حبشي - ريهام نبيل - خالد العيسوي - عبير منير- إسماعيل فرغلي - بهجت عدلي - شاهندة محمد - مها صبري - أميمة طلعت زكريا - جمال فرج - هدي الصيفي - دعاء رمضان - يوسف أحمد
- إخــراج: مجدي الهواري
- تأليف: أحمد عبد الفتاح
- موسيقى: الألحان والموسيقى التصويرية: محمود طلعت

## وصف المسلسل والشخصيات الرئيسية
الحاج فواز الصياد، بأداء خاص من مصطفى شعبان، ليس رجل دين، لكنه تاجر، يرتدى الجلباب الأبيض، لا يترك المسبحة، يستخدم المسواك، يزعم تطبيق شرع الله، لا يصافح النساء.. في ذات الوقت، يتعامل مع زوجاته الثلاث كجوارى والرابعة، متغيرة، يتعمد منعها من الإنجاب، كي يتمكن من طلاقها بسهولة. مصطفى شعبان، بوجهه الصبوح، والشقاوة التي تطل من عينيه، يدخل في هذه الشخصية من بابين، أحدهما يبدو معه مقنعا تماما بأن ما يفعله هو الصواب والحلال، والآخر يعطى إحساسا بأنه مجرد نصاب، يعلم أنه شديد الأنانية، يدعم نزواته بقوته الاقتصادية. تظهر إزدواجيته الأخلاقية حين يثور ضد زوج شقيقته لأنه تزوج مرة ثانية.. كاتب السيناريو، رسم شخصيات الزوجات على نحو مرفق، ذلك أنه جعل لكل منهن ملامح تختلف تماما عن الأخرى، وبمهارة، أكدت الممثلات هذه الأبعاد.. كلهن مقهورات، برغم الحياة الناعمة التي تعشن فيها، يشتركن في إحساسهن بالتعاسة، مما يجعل إحداهن تغادر «الفيللا» بلا تردد، والثانية تنغمس في شرب الخمر ــ والعياذ بالله ــ والثالثة تذرف الدموع.. إنهن في مأساة تتخذ شكل الكوميديا.. وحتى حين يندفع في ضربهن بالعصا، كل واحدة على حدة، يسعى مجدى الهوارى، إلى تنفيذ تلك المشاهد بطريقة مثيرة للضحك، ونجح في مسعاه.
لكي تصبح «الزوجة الرابعة» ثلاثين حلقة، أدخل السيناريست العديد من الخطوط الفرعية، مثل المؤامرات التي يحيكها أقارب فواز الصياد، وأضاف مشاهد تدخل في باب «الفارص» مثل نوبات ضرب الزوجة البدينة لزوجها، وهو أحد رجال المزواج.. لكن يبقى العمل في النهاية، لطيفا، خفيفا، مرحا، برغم قضيته المتجهمة.